# Cleveland Allmen Transfers 1945-1946
La stagione 1945-1946 dei Cleveland Allmen Transfers fu la 3ª e ultima nella NBL per la franchigia.
I Cleveland Allmen Transfers arrivarono quarti nella Eastern Division con un record di 4-29, non qualificandosi per i play-off.

## Roster
| N° | Naz.                   | Ruolo | Sportivo       | Anno | Alt. | Peso |
| -- | ---------------------- | ----- | -------------- | ---- | ---- | ---- |
|    | Stati Uniti (bandiera) | G     | Tom Wukovits   | 1916 | 180  | 75   |
|    | Stati Uniti (bandiera) | G     | Herm Fuetsch   | 1918 | 183  | 77   |
|    | Stati Uniti (bandiera) | A     | Mike Bytzura   | 1922 | 185  | 77   |
|    | Stati Uniti (bandiera) | GA    | Ned Endress    | 1918 | 188  | 91   |
|    | Stati Uniti (bandiera) | AC    | Bob Shaw       | 1921 | 193  | 102  |
|    | Stati Uniti (bandiera) | A     | Paul Widowitz  | 1917 | 185  | 77   |
|    | Stati Uniti (bandiera) | GA    | Howie McCarty  | 1919 | 188  | 86   |
|    | Stati Uniti (bandiera) | GA    | Mel Riebe      | 1916 | 180  | 82   |
|    | Stati Uniti (bandiera) | AC    | John Moir      | 1917 | 188  | 83   |
|    | Stati Uniti (bandiera) | AC    | John Mills     | 1919 | 203  | 92   |
|    | Stati Uniti (bandiera) | G     | Bill Riebe     | 1917 | 180  | 79   |
|    | Stati Uniti (bandiera) | A     | Paul McCall    | 1920 | 188  | 88   |
|    | Stati Uniti (bandiera) | AC    | Joe Scott      | 1916 |      |      |
|    | Stati Uniti (bandiera) | A     | Marshall Brown | 1918 | 191  | 77   |
|    | Stati Uniti (bandiera) | GA    | Frank Garcia   | 1918 | 183  | 79   |
|    | Stati Uniti (bandiera) | GA    | George Rung    | 1916 | 183  | 84   |
|    | Stati Uniti (bandiera) | A     | Jack Oberst    | 1918 | 180  | 79   |
|    | Stati Uniti (bandiera) | G     | Bruce Boehler  | 1917 | 180  | 88   |
|    | Stati Uniti (bandiera) | G     | Johnny Malokas | 1916 | 180  | 88   |

## Staff tecnico
Allenatore: Jeff Carlin